# Escut antic d'Aramunt

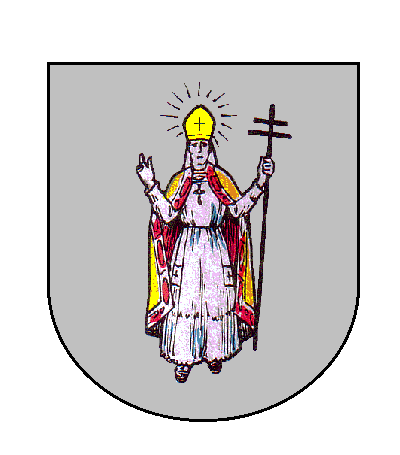
Escut antic d'Aramunt

Antic escut municipal d'Aramunt, al Pallars Jussà. Perdé vigència el 1969, en ser agrupats els antics termes d'Aramunt, Claverol, Hortoneda de la Conca i Toralla i Serradell en el municipi de nova creació anomenat en aquell moment com la comarca, Pallars Jussà, que hagué de canviar de nom el 1994 en implantar-se la divisió comarcal. En aquell moment, el terme municipal passà a dir-se oficialment Conca de Dalt, tot i que el nom del seu cap, el Pont de Claverol, també ha estat declarat oficial.
Aquest nou municipi encara no té -el mes de maig del 2009- cap emblema oficial, tot i que n'utilitza un, encara no reconegut oficialment.

## Descripció heràldica
D'argent, la imatge del bisbe sant Fructuós de colors naturals portant una creu patriarcal.